# Weberocereus
A Weberocereus nemzetségbe epifita kaktuszok tartoznak, melyek termesztésben nagyon ritkán találhatóak meg csupán.

## Elterjedésük és élőhelyük
Mexikó, Costa Rica, Panama, Ecuador területén humid trópusi erdőkben fordulnak elő. Epifita vagy litofita életmódú fajok.

## Jellemzőik

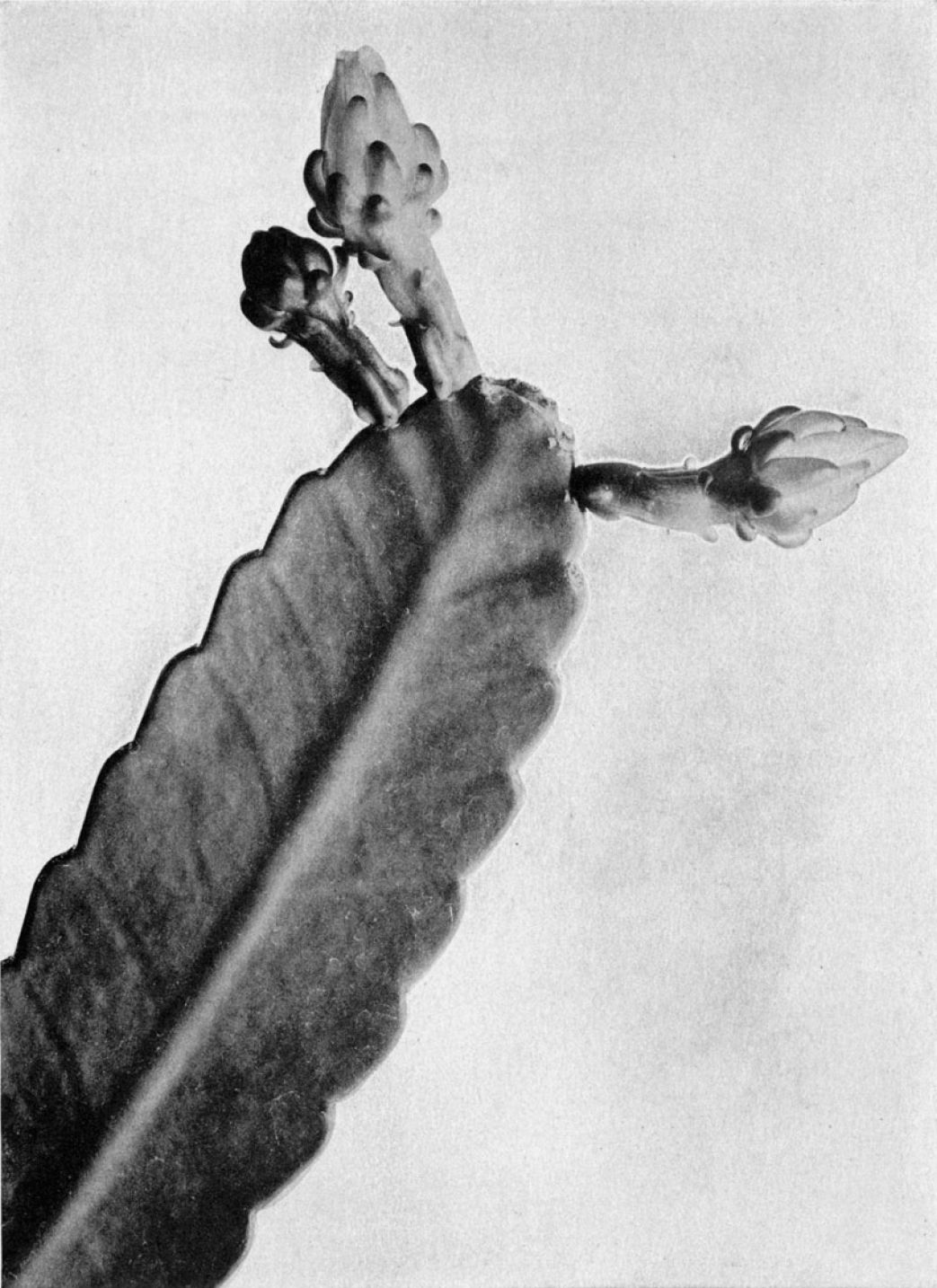
Weberocereus bradei

Hajtásaik gazdag léggyökérképzők, vékonyak, 3-6 élűek lapítottak. Viráguk éjjel nyílik, tölcséres vagy tölcséres harang alakú, kicsi, fehér vagy rózsaszínű. A termés kevéssé ismert, 30 mm hosszú, hajas és enyhén dudoros, pulpája sötétvörös. Magjaik 1,5 mm hosszúak, feketék

## Rokonsági viszonyaik
A nemzetségbe tartozó fajok az Epiphyllum és Selenicereus genusokhoz hasonlóan éjjel nyíló virágokat hoznak, virágaik azonban kisebbek azokénál. Mindazonáltal, nehéz különbséget tenni az említett nemzetségek között.

## Fajai
- Weberocereus alliodorus Gómez-Hinostrosa & H. M. Hernández in in Brittonia 66(3): 250–255. (2014)
- Weberocereus bradei (Br & R) Rowl. in RPS 23(1972):10 (1974)
- Weberocereus frohningiorum Ralf Bauer in Kakteen Sukk. 52: 225 (2001)
- Weberocereus glaber (Eichl.) Rowl. in NCSJ 37(2):46 (1982)
  - Weberocereus glaber var. mirandae (Bravo) Eliasson in Kaktus (Odense) 21(2):44 (1986)
- Weberocereus imitans (Kimn. & Hutch.) Buxb. in Succulenta 57(6):125 (1978)
- Weberocereus rosei (Kimn.) Buxb. in Succulenta 57(6):125 (1978)
- Weberocereus tonduzii (Web.) Rowl. in NCSJ 37(2):46 (1982)
- Weberocereus trichophorus Kimn. & Johns in CSJ(USA) 35:203 (1963)
- Weberocereus tunilla (Web.) Br & R in Contr. US Nat. Herb. 12:432 (1909)
  - Weberocereus tunilla subsp. biolleyi (Web.) Bauer in KusS 54:243' (2003)